# Petar Klofutar
Petar Klofutar, född 29 juni 1893 i Kranjska Gora i Österrike-Ungern (nuvarande Slovenien), död där 21 december 1958, var en jugoslavisk (slovensk) längdåkare. Han var med i de olympiska vinterspelen 1928 i Sankt Moritz och kom på 39:e plats på 18 kilometer.